# Pteraulax braunsi
Pteraulax braunsi är en tvåvingeart som beskrevs av Mario Bezzi 1922. Pteraulax braunsi ingår i släktet Pteraulax och familjen svävflugor. Inga underarter finns listade i Catalogue of Life.